# Батальон быстрого реагирования (Камерун)
Батальон быстрого реагирования (фр. Bataillon d’Intervention Rapide, BIR) — элитная военная сила и армейская боевая единица Вооружённых сил Камеруна.
Подразделение поддерживается Соединёнными Штатами, подчиняется непосредственно президенту Камеруна и сыграло большую роль в камерунской и региональной войне против Боко Харам. Подразделение также обвиняется в пытках и убийствах задержанных на ряде своих баз на севере Камеруна и в Нигерии.

## Структура и деятельность
BIR был создан в 2001 году для борьбы Камеруна с вооружёнными группировками и бандами на его границах.
BIR оснащён, обучен и оплачивается лучше, чем обычные подразделения камерунской армии. Подразделение возглавляется отставным израильским офицером и подчиняется непосредственно президенту Камеруна, а не министерству обороны. BIR тесно сотрудничает с военными США с 2007 года или ранее.
В число задач BIR входит контроль за незаконным оборотом оружия. Браконьеры и торговцы слоновой костью также называют BIR угрозой незаконной торговли товарами животного происхождения.
В 2016 году BIR участвовал в спонсируемых США и AFRICOM учениях «Обангейм» и «Сахарский экспресс», призванных расширить региональное военное сотрудничество между странами Центральной Африки и Соединёнными Штатами. BIR провёл значительную часть учений, в которых приняли участие 32 страны, включая Великобританию, Францию и Германию, на своей базе в Иденау.

## Операция «Альфа»
BIR начал операцию «Альфа» — контртеррористическую кампанию против «Боко Харам», получившую международную поддержку. Усилия операции сыграли центральную роль в войне, которую Камерун, Нигерия, Нигер и Чад вели против Боко Харам.
Штаб операции находится в Салаке. По данным Amnesty International, Салак также используется как незаконная тюрьма для содержания лиц, задержанных BIR.
BIR также проводит операции из приграничного города Фотокол в Нигерии, где они превратили закрытую школу в военную базу. Сообщалось, что в 2016 году около 1000 солдат BIR захватили город Кумше, Нигерия, у боевиков Боко Харам.

## Иностранная поддержка
BIR получил оборудование и обучение в США и Израиле. Весной 2016 года посол США в Камеруне Майкл Хоза похвалил это подразделение, заявив: «В своей подготовке, поведении и руководстве BIR продемонстрировал все ценности, которые мы ожидаем от наших собственных вооружённых сил — профессионализм, защиту гражданского населения и уважение прав человека». Военные США подтвердили, что сотрудничают с BIR в борьбе с Боко Харам, и заявили, что около 300 американских военнослужащих работают с BIR в любой момент времени.
Майкл Пейдж, бывший аналитик Государственного департамента США и аналитик разведки, охарактеризовал BIR как камерунскую «армию внутри армии» для Соединённых Штатов.

## Обвинения в нарушении прав человека
Amnesty International обвинила BIR в пытках задержанных, подкрепив эти обвинения просочившимися видео, на которых солдаты в форме BIR пытают задержанных. Организация заявила, что задержанными являются в основном мужчины призывного возраста, мусульмане и представители народа канури, однако задержаны также женщины и дети. И мужчины, и женщины подвергались пыткам. Задержанные, подвергшиеся пыткам, показали, что на базах BIR, где они содержались под стражей, присутствовали американские солдаты. Ежегодно, начиная с 2010 года, Государственный департамент США публикует доклад, в котором обвиняет BIR в нарушениях прав человека, включая убийства и нападения.
В 2017 году армия США начала расследование обвинений в пытках по запросу генерала Томаса Вальдхаузера, командующего AFRICOM.
На кадрах, проанализированных BBC Africa Eye, видно, как солдаты BIR поджигают дом в деревне Ази в Юго-Западном регионе. Министр связи Камеруна Исса Чирома Бакари опроверг, что эти люди на самом деле были солдатами Батальона, заявив, что они были сепаратистами в трофейной форме. OSINT-расследование, проведённое лицами, связанными с Bellingcat и Amnesty International, связало BIR с казнью женщин и детей, предположительно произошедшей в Майо-Цанаге.